# (1982) Cline
(1982) Cline (aussi nommé 1975 VA) est un astéroïde de la ceinture principale, découvert le 4 novembre 1975 par Eleanor Francis Helin à l'observatoire Palomar, en Californie. 
Il a été nommé en hommage à Modèle:Edwin Lee Cline qui?.